# Nzambi Matee
Nzambi Matee, va néixer el 19 de setembre de 1992, és una enginyera de materials kenià, va fundar una empresa anomenada Gjenge Makers, la qual es dedica a reciclar plàstic d'un sol ús per a transformar-ho en material de construcció totalment sostenible i de baix cost. Específicament la seva empresa es dedica a fer maons o llambordes. El seu objectiu ara és distribuir-los per tot Àfrica.
Gràcies a la seva innovadora idea, al desembre del 2020 la seva proposta va ser premiada amb el premi de Joves Campions de la Terra donat pel Programa de les Nacions Unides per al Medi Ambient (PNUMA). Aquest és el premi més prestigiós del PNUMA, per a retre homenatge a l'acció ambiental de la joventut, es convida a joves amb idees innovadores i solucions transformadores que demostren el potencial que la naturalesa ofereix per a fer front a la triple crisi planetària de la contaminació, el canvi climàtic i la pèrdua de biodiversitat.   

## Gjenge Makers
En Gjenge Makers, la fàbrica que dirigeix, obté bolcats de plàstic de polietilè i polipropilè d'alta i baixa densitat de les plantes d'envasament locals de manera gratuïta i produeix una varietat de llambordes diferents després que el polímer plàstic s'escalfa i es barreja amb sorra.
A la seva fàbrica a Nairobi, pedaços d'ampolles de llet, xampú i bosses de cereals són barrejats amb sorra, fosos a alta temperatura i modelats en forma de maons. Bàsicament, produeix material de construcció sostenible amb residus plàstics. El procés i mètode creat per Matee consisteix a barrejar amb sorra tots els residus de plàstic per a després escalfar-los i comprimir-los en maons amb l'ajuda de motlles, dissenyats també per Matee. Els maons creats es venen a diferents preus depenent del seu gruix i color. No sols el sustentable d'aquests maons prové de l'ús de materials reciclats per a la seva fabricació, sinó també en el seu pes més lleuger, en comparació dels de concret, la qual cosa facilita la transportació i instal·lació, ja que es realitza més ràpid.
Des dels seus inicis en 2017, han aconseguit una capacitat per a produir prop de 1.500 maons diaris, han aconseguit reciclar unes 20 tones de deixalles plàstiques. Només a la ciutat de Nairobi, s'estima que cada 24 hores es generen al voltant de 500 tones.
La idea inicial era recol·lectar restes plàstiques per a vendre'ls-hi a empreses de reciclatge local, però en acumular més quantitat de la que aconseguien vendre, van decidir intentar transformar aquest plàstic en aparença inservible en maons més durs que el mateix formigó.
«(Els nostres maons) són tres o quatre vegades més resistents que els de formigó perquè el plàstic, a l'ésser un material fibrós, crea menys bosses d'aire», assenyala aquesta graduada en Física i Geofísica, especialitzada en Ciències dels Materials.
Actualment, Gjenge Maker l'empresa de Nzambi Matee produeix mil cinc-cents maons al dia i aproximadament un maó arriba a costar 7,70 dòlars per metre quadrat.
Avui dia, la fàbrica de maons sustentables de Matee compte amb tres màquines, que han reciclat des del 2017 vint tones d'escombraries.
Gjenge Makers compleix amb la iniciativa de Nacions Unides d'Objectius de Desenvolupament Sostenible (ODS), en concret amb els Objectius:
Objectiu 8: Promoure el creixement econòmic sostingut, inclusiu i sostenible, l'ocupació plena i productiva i el treball decent per a tots.
Objectiu 9: Construir infraestructures resilients, promoure la industrialització inclusiva i sostenible i fomentar la innovació.
Objectiu 11: Aconseguir que les ciutats i els assentaments humans siguin inclusius, segurs, resilients i sostenibles.
Objectiu 13: Adoptar mesures urgents per a combatre el canvi climàtic i els seus efectes.

## Trajectòria
La idea de Nzambi Matee va ser inspirada per l'ecologista Wangari Maathai, premi Nobel ja morta
Nzambi Matee es va especialitzar com a enginyera en ciència de materials i ha treballat en la indústria petroliera de Kenya, però en notar la greu problemàtica que envolta al tema dels plàstics va decidir retirar-se per a començar amb la seva emprenedoria. Nzambi va afirmar estar “cansada” que el govern del seu país no fes res per a resoldre la problemàtica per contaminació plàstica, per la qual cosa ella va decidir començar a pensar com ajudar a parar tot això. D'aquí van sortir els maons de plàstic i sorra. Acompanyats del seu lema “Actua per la naturalesa!”
L'equip de l'empresa “Gjenge Makers idealiza” l'inici d'una empresa de recollida de plàstics que els classificaria i venèria a altres empreses de reciclatge. En tenir més plàstics dels que dels que són capaços de desfer-se, van prendre la decisió d'“afegir valor” a aquests mateixos. És per açò que va sorgir la determinació de fabricar productes per a la construcció. Aquests maons suposen una alternativa als clàssics elements que s’han utilitzat per a la construcció durant dècades. D’aquesta manera va néixer ‘Gjenge Makers’, entorn de l’any 2018.
L'any 2020 se li va atorgar el premi Joves Campions de la Terra de l'ONU, per la seva valuosa aportació al planeta en haver transformat més de 20 tones de plàstic en llambordes, disminuint a més el problema climàtic que afecta el planeta íntegrament.

## Premis i reconeixements
El seu treball ha estat reconegut per Nacions Unides i ha format part del Programa de les Nacions Unides per al Medi Ambient (PNUMA)
Té el títol de Young Champion on the Earth 2020' (Joves Campions de la Terra 2020). Nzambi Matee és una dels set guanyadors del premi a la sostenibilitat atorgat per l'ONU que es lliura com a reconeixement a ambientalistes de tot el món, d'entre 18 i 30 anys, dels quals se seleccionen solament a set en diverentes branques del coneixement.